# Bernardino Bilbao
Bernardino Bilbao é uma província da Bolívia localizada no departamento de Potosí, sua capital é a cidade de Arampampa.